# Alleutier
À l'époque féodale, un alleutier était soit le propriétaire d'une terre noble ne dépendant que du roi, soit un paysan libre ne dépendant d'aucun seigneur hormis le roi. Il possédait sa propre terre dite alleu ou franc-alleu.
Du fait des pressions seigneuriales beaucoup dûrent néanmoins se placer sous la protection d'un seigneur voisin. Dans le cas de paysans ces terres devenaient dès lors des tenures soumises au cens et aux autres droits seigneuriaux. Dans le cas d'une terre noble, l'alleu devenait un fief.
Concrètement cela pouvait permettre à un seigneur sans moyens de se maintenir dans la noblesse ou à un paysan propriétaire d'accéder à la chevalerie.
De son côté, le seigneur ou le suzerain le plaçait sous sa protection en cas d'attaque ennemie. L'accord pouvait être rompu à tout moment et l'alleutier pouvait alors passer sous la protection d'un autre seigneur ou devenir autonome, cette dernière option étant dans les faits irréalisable dans le système féodal.[réf. nécessaire]